# Елена Лакапина
Елена Лакапина (греч. Ἑλένη Λεκαπηνή, около 910 — 19 сентября 961, Константинополь) — византийская императрица, супруга императора Константина VII Багрянородного; была его политическим советником и фактическим сорегентом. Дочь императора Романа I Лакапина и его жены Феодоры.

## Исторический контекст
Смерть императора Льва VI Мудрого в 912 году и его брата и преемника Александра в 913 году возвела на престол Византийской империи Константина VII. Константину было всего семь лет, когда он стал императором. Империей правили регенты.
Патриарх Константинопольский Николай Мистик был главным регентом до 914 года. Он был смещён Зоей Карбонопсиной, матерью юного императора. Зоя правила при поддержке влиятельного генерала Льва Фоки до 919 года. Однако Лев привёл византийскую армию к поражению в нескольких сражениях с Симеоном I Болгарским в одной из болгаро-византийских войн. Это усилило оппозицию регентше и её любимому генералу.
В 919 году произошёл государственный переворот, в результате которого Зою отстранили от власти. Новым регентом стал Роман Лакапин, друнгарий (адмирал) византийского флота. Роман устроил брак своей дочери Елены с Константином VII, чтобы обеспечить союз с законной Македонской династией.

## Правление Романа I
Хроника Продолжателя Феофана — продолжение летописи Феофана Исповедника другими летописцами, действовавшими во времена правления её супруга. Согласно летописи свадьба состоялась в апреле или мае 919 года. Жениху не было и 14-ти лет, а Елене, вероятно, было ещё меньше. У них не было бы детей до 930-х годов.
Роман был провозглашён василеопатором («отец императора») по случаю брака. В сентябре 920 года Роман стал цезарем. 17 декабря 920 года он был коронован как соправитель и фактически стал старшим из двух соимператоров.
Елена была теперь замужем за младшим соправителем. Её мать Феодора была коронована августой в январе 921 года и главенствовала над Еленой вплоть до своей смерти 20 февраля 922 года. После смерти матери Елена фактически стала старшей соимператрицей. Её брат Христофор Лакапин стал соимператором в 921 году. До своего восхождения на престол Христофор был женат на Софии, дочери магистра Никиты. София была коронована императрицей в феврале 922 года. У них было трое детей.
На 924 год в Византии были: старший император (Роман), два младших императора (Константин VII и Христофор) и две императрицы (Елена и София). Однако Роман короновал ещё двух своих сыновей в качестве соимператоров — Стефана Лакапина и Константина Лакапина. К 933 году Стефан женился на Анне, дочери Габала. Дети в летописи не упоминаются. К 939 году Константин Лакапин женился на другой Елене, дочери патрикия Адриана. Елена умерла 14 января 940 года, и впоследствии Константин женился на Феофане Мамас 2 февраля 940 года. У Константина был сын, но имя матери не известно.
При поддержке Романа Христофор занял руководящий пост среди четырёх младших соимператоров. Он был наследником престола, в то время как Константин VII, Стефан и Константин должны были остаться младшими соправителями. Однако Христофор умер в 931 году. Роман не возвысил своих младших сыновей над Константином VII. Его зять стал наследником вместо его сыновей. Елена должна была стать главной императрицей после смерти своего отца.
Это продолжалось до 16 декабря 944 года. Опасаясь, что Роман позволит Константину VII занять трон вместо них, его младшие сыновья Стефан и Константин арестовали отца и отвезли его на Принцевы острова, вынудив его стать монахом.

## Правление Константина VII
Константин VII был восстановлен в должности старшего императора после 24-х лет в качестве младшего соправителя. 27 января 945 года его шурины и соправители Стефан и Константин также были свергнуты. Их отправили в изгнание, и Константин VII остался единственным императором. Елена к тому времени уже была единственной императрицей. Фактически никогда не занимаясь непосредственно делами государства, Константин оставался главным образом занят своими научными изысканиями и передал свои полномочия бюрократам и генералам, а также своей деятельной жене Елене.
Роман II был его соправителем и наследником. Когда Константин VII умер 9 ноября 959 года, Роман стал следующим императором. Его собственная жена Феофано убедила мужа отправить всех его пятерых сестёр в монастырь Каниклейон. По всей видимости, после этого Елена удалилась от двора. Она скончалась 19 сентября 961 года.

## Дети
С Константином VII:
- Лев — умер в детстве.
- Роман II — император Византии в 959—963 годах.
- Зоя — отправлена в монастырь.
- Феодора — супруга императора Иоанна I Цимисхия.
- Агафия — отправлена в монастырь.
- Феофано — отправлена в монастырь.
- Анна — отправлена в монастырь.